# Stift Waldhausen

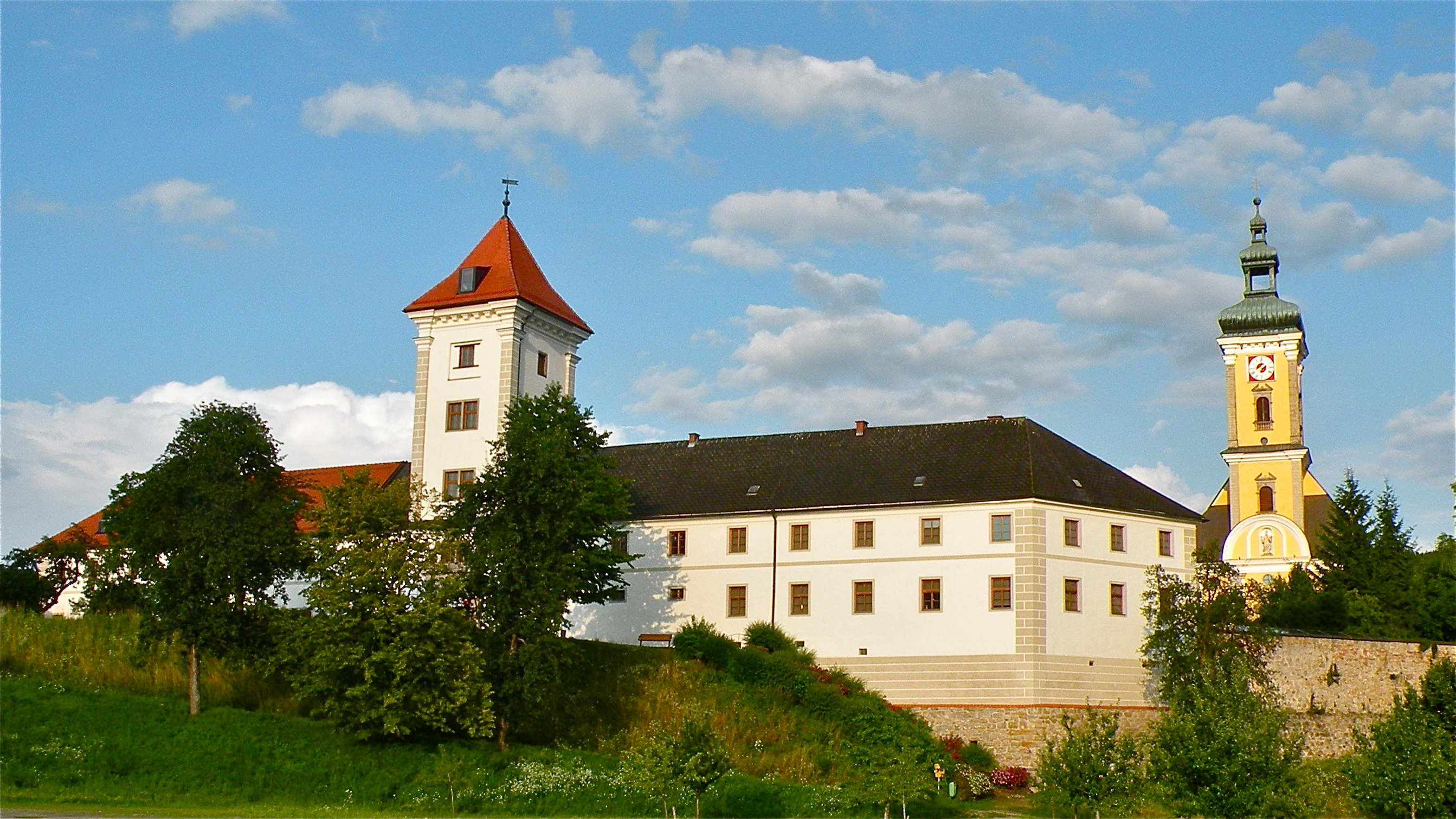
Ehemaliges Stift und Stiftskirche Waldhausen im Strudengau (Südwestansicht)

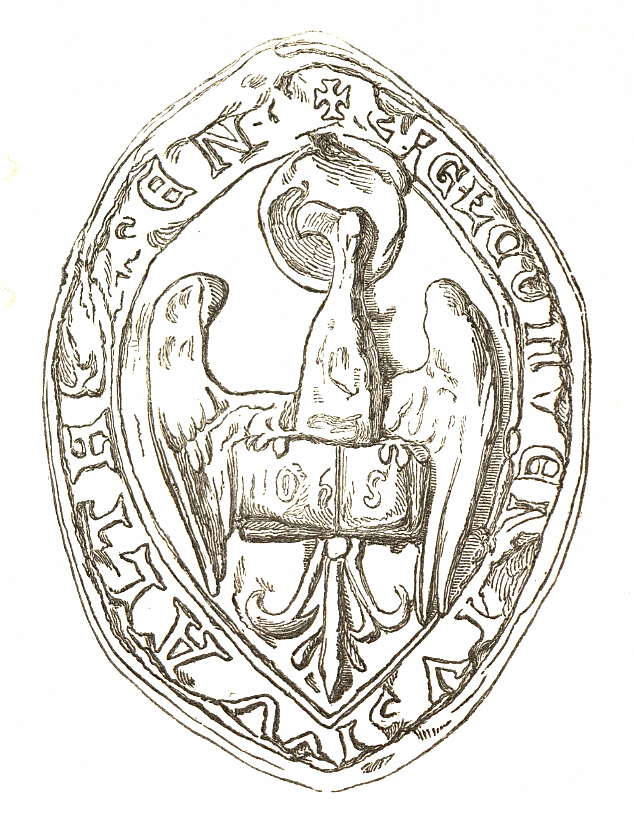
Mittelalterliches Siegel der regulierten Chorherren von Waldhausen

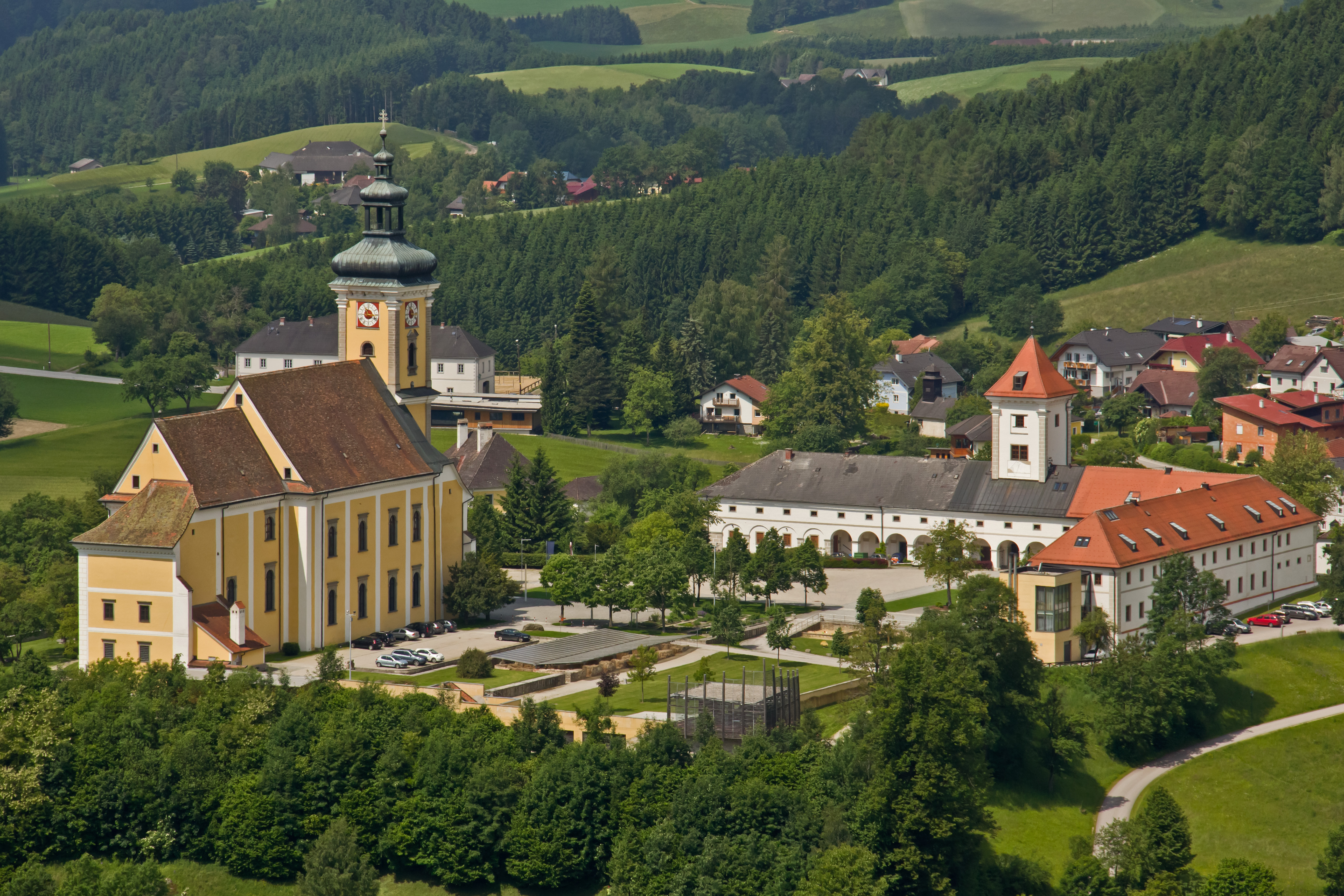
Ehemaliges Stift Waldhausen Gesamtanlage (Nordostansicht)

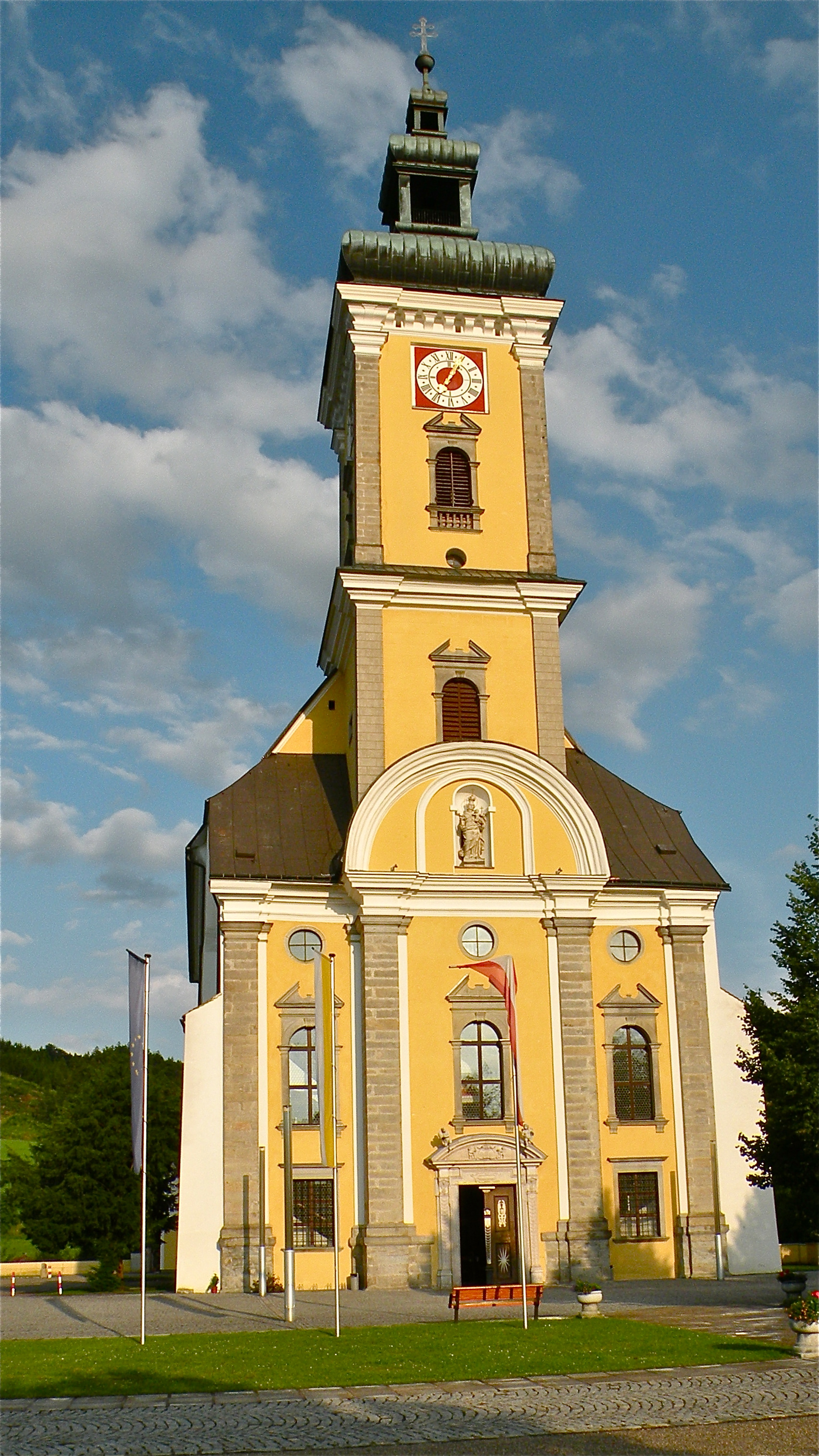
Stiftskirche Waldhausen im Strudengau (Westansicht)

Das Stift Waldhausen ist ein ehemaliges Kloster der Augustiner-Chorherren (CanReg) in Waldhausen im Strudengau in Österreich.

## Geschichte
Die kinderlosen Adeligen Otto von Machland und seine Gemahlin Jutta (Jeute), die 1141 bereits das Kloster Baumgartenberg gestiftet hatten, gründeten 1147 gemeinsam mit dem Passauer Bischof Reginbert von Hagenau ein Chorherrenstift auf Burg Säbnich nahe Sarmingstein an der Donau. Das Stift erhielt seine materielle Ausstattung unter anderem durch die Mühlviertler Pfarren bzw. Eigenkirchen Dimbach, Grein, Königswiesen, Kreuzen, Mitterkirchen, Münzbach, Pabneukirchen, St. Georgen am Walde, Saxen sowie in Niederösterreich Simonsfeld (Gemeinde Ernstbrunn). Das Kloster wurde von Augustiner-Chorherren aus Wettenhausen im Bistum Augsburg besiedelt und noch vor 1161 nach Waldhausen verlegt.
Die bedeutendste Persönlichkeit aus dem Stift ist Chorherr Konrad von Waldhausen, der ab 1350 als Prediger in Wien und ab 1363 als persönlicher Beichtvater von Kaiser Karl IV am Hof in Prag wirkte. Seine gesammelten Predigten beeinflussten dort auch Jan Hus. Das durch die Hussiteneinfälle von 1428 und 1432 teilweise zerstörte Stift wurde unter Propst Martin Leistenfreund (1443–1447) wieder aufgebaut.
Im 16. Jahrhundert wurde die Vogtei an Anna von Prag verkauft. Von 1647 bis 1680 wurde unter Propst Laurentius Voss der früh-/hochbarocke Neubau durch Carlo Canevale errichtet.
1785 resignierte der letzte Propst Floridus Fromwald wegen wirtschaftlicher Schwierigkeiten und übertrug die Verwaltung an die Stifte St. Florian und Kremsmünster. 1792 hob Kaiser Leopold II. das Stift auf, woraufhin die Herrschaft Waldhausen an das Domkapitel in Linz übertragen wurde. 1800 wurden Teile der Klostergebäude abgerissen und das Material zum Bau der Franzensburg in Laxenburg verwendet. Der große Stiftsbrunnen kam in den Prälatenhof von Stift Melk. Nur der nordwestliche Stiftstrakt mit den Arkaden und der Torturm blieben erhalten.
In einer archäologischen Kampagne wurden im Jahr 2000 Teile der mittelalterlichen und frühneuzeitlichen Klosteranlage freigelegt.

### Stiftsarchiv
Die Urkunden des Stiftes wurden 1836–1839 zum größten Teil dem Museum Francisco-Carolinum, dem heutigen oö. Landesmuseum, in Linz übergeben. Die Bestände des oberösterreichischen Landesarchivs umfassen 181 Schuber Akten, 49 Handschriften und 592 Urkunden von 1147 bis 1828, welche von Erich Trinks geordnet und verzeichnet wurden. Unter den 49 Handschriften sind 2 spätmittelalterliche Kopialbücher aus dem 15. Jahrhundert, 2 Urbare des Stiftes aus dem 15. Jhdt., 3 Urbare der Herrschaft Klingenberg, mehrere Taidinge, 1 Sammelband mit brieflichen Urkunden über Greinburg und die Löbl und 1 Klosterinventar aus dem Jahr 1614 hervorzuheben.

### Ehemalige Stiftspfarrkirchen
Zum Zeitpunkt der Aufhebung gehörten 15 inkorporierte Pfarren zum Stift.
- Waldhausen
- Pfarrkirche Dimbach
- St. Georgen am Walde
- Pfarrkirche Königswiesen
- Mönchdorf
- St. Thomas am Blasenstein
- Arbing
- Mitterkirchen
- die ursprüngliche Mutterpfarre Saxen
- Klam
- St. Nikola an der Donau
- Neustadtl an der Donau bei Amstetten
- Leobendorf
- Wilfersdorf
- und Stetten bei Korneuburg.[7][8]

## Heutige Nutzung
Die Gebäude wurden im Vorfeld der Oberösterreichischen Landesausstellung 2002 restauriert und schrittweise einer adäquaten Verwendung zugeführt. Im Zuge dieser Restaurierung wurden die Laubengänge verglast. Seit 2008 sind dort das Leader-Büro der Region Strudengau sowie das Leaderprojekt Individuell betreut urlauben, die Pfarrliche Betreuung untergebracht. Weiters wurden Wohnungen für betreutes Wohnen eingerichtet.

## Stiftskirche
Die erste Stiftskirche war romanisch-gotisch, sie wurde bei der Barockisierung um 1650 abgerissen. Die heutige Kirche Mariä Himmelfahrt ist ein einheitlicher, um 1650 bis 1662 errichteter Wandpfeilerbau. Als Baumeister fungierten Carlo Canevale und Christoph Colomba. Der Außenbau stellt sich als reichgegliederte Kirche dar, mit einem 4-jochigen Langhaus und einem für Augustinerchorherren-Stifte typischen tiefen 2-jochigen Chor.

### Innenraum
Der Innenraum, der zweigeschoßig in Kapellen und Emporen gestaltet wurde, ist von überwältigender Wirkung. Die edle Raumwirkung wird vom Zusammenklang der kräftigen weißen Stuckverzierungen des Giovanni Battista Colomba und den hellen Farben der Deckengemälde Christoph Colomba oder G. Hausen, sowie den stark verkröpften tragenden Pilastern und Gebälken und der dunkel erhaltenen Einrichtung an (sehenswerten) Altären und Kirchenbänken bestimmt.

### Orgeln
Die Orgel der Stiftskirche wurde 1803 von dem Orgelbauer Rummel dem Jüngeren erbaut. Das Instrument hat 16 Register auf zwei Manualen und Pedal. Die Spiel- und Registertrakturen sind mechanisch.
| I Plenowerk C–d3      |
| Prinzipalpleno VII-XI |

| II Positif C–f3 |       |
| Copl            | 8′    |
| Spitzflöte      | 8′    |
| Salicet         | 8′    |
| Prinzipal       | 4′    |
| Flöte           | 4′    |
| Quint           | 2 ⁄3′ |
| Octav           | 2′    |
| Mixtur IV       | 1 ⁄3′ |
| Mixtur III      | 1′    |
| Schalmei        | 8′    |

| Pedalwerk C–d1 |     |
| Subbass        | 16′ |
| Prinzipal      | 8′  |
| Gedacktbass    | 8′  |
| Choralbass     | 4′  |
| Bombarde       | 16′ |

- Koppeln: II/I, I/P, II/P

Die Anton-Heiller-Gedächtnisorgel auf der Westempore ist ein neuerer Orgelbau, der wunderbar der Innengestaltung im Barockstil angepasst wurde.